# 涅槃交響曲
涅槃交響曲（ねはんこうきょうきょく、英題：Symphony Nirvana）は、黛敏郎が1958年に作曲した交響曲。1959年、第7回尾高賞を受賞した作品である。早坂文雄に捧げられた。
舞台のオーケストラおよび会場のバルコニー部分に配置された2群のバンダを含む管弦楽パートと、仏教の声明を取り入れた男声合唱とで、ホール全体を利用して効果的に演奏される。また黛が1951年より手がけたテープ音楽、電子音楽の経験を元として、梵鐘を打つ音をスペクトル解析した上でその音をオーケストラにて再現するという手法も取られている。黛はこれを「カンパノロジー・エフェクト」と呼んだ。
最初に第1楽章のみが「カンパノロジー」の題でNHK交響楽団により放送初演された。その後それを第1楽章として取り込み、禅宗の経典に基づく読経が加わる第2楽章以降を追加し、大作交響曲として仕上げた。
男声合唱は2, 4, 5, 6楽章で加わる。楽章間は休みなく全曲が連続して演奏される。
オーケストラは通常の舞台上のほか、2群に分かれたバンダが客席バルコニーに配置される。
初演は1958年4月2日の「三人の会」第3回公演で、指揮は岩城宏之、演奏はNHK交響楽団と東京コラリアーズ。

## 楽章の構成
第1楽章 - カンパノロジー I
合唱はなくオーケストラのみ。スペクトル解析された梵鐘の倍音がオーケストラで模倣される。2群のバンダと交互に演奏され、鐘の呼び交わしが表現される。
第2楽章 - 首楞厳神咒（しゅれんねんじんしゅう）
男声合唱が加わる。一つの音程を反復する読経の様式で、禅宗の経典「首楞厳神咒」が歌われる。その音程が積み重なっていって最後は半音12音全てを含む和音へと発展する。
第3楽章 - カンパノロジー II
合唱はなくオーケストラのみ。第1楽章の主題をより内面に発展させた瞑想的な音楽。
第4楽章 - 摩訶梵（まかぼん）
男声合唱のうち6人のソリストが加わる。前の楽章と同じくオーケストラの鐘の音を模倣した和音が静かに打ち鳴らされる中、第2楽章と同じ「首楞厳神咒」の終わりに唱ぜられる「摩訶般若婆羅蜜」（もこほじゃほろみ）の一節をグリッサンドで上下しながら繰り返す。
第5楽章 - カンパノロジー III
作曲者の言葉によれば「全山の鐘が一斉に打ち鳴らされる」場面を描写している。後半からは男声合唱が加わり、ここでは言葉はなく「オー」という発音のヴォカリーズで歌われる。
第6楽章 - 終曲（一心敬礼）
音楽はそれまでの無調から一転して、明確なロ調の旋法に基づく調性的な響きとなる。天台宗の声明「一心敬礼（いっしんきょうらい）」に基づくメロディが男声合唱で歌われるが、原曲の声明にある経典の歌詞はなく、やはり前楽章を引き継いで「オー」のヴォカリーズで歌われる。同じメロディがオーケストラで展開された後、「永遠の涅槃に達して」全曲を閉じる。

## 楽器編成
オーケストラ全体をIからIIIの3つのグループに分け、舞台上で演奏するメインのオーケストラをII、バンダとして客席後方もしくはバルコニー席で演奏する2つの小グループをIおよびIIIとしている。
グループ I
フルート3（1番、2番の両奏者はピッコロと持ち替え）、変ロ調のクラリネット、変ホ調の小クラリネット、グロッケンシュピール、スレイベル
グループ II
木管楽器: フルート3（1番、2番の両奏者はピッコロおよびト調のアルトフルートと持ち替え）、オーボエ2、コーラングレ、変ロ調のクラリネット2、バスクラリネット、ファゴット2、コントラファゴット
金管楽器: ヘ調のホルン3、変ロ調のトランペット3、トロンボーン3
打楽器: ティンパニ（4台）、タムタム（中）、チューブラー・ベル（低音域が拡張された楽器が必要）、ヴィブラフォーン、合わせシンバル2、サスペンデッド・シンバル、シロフォン
鍵盤楽器など: チェレスタ、ハープ、ピアノ
弦5部、男声合唱
グループ III
へ調のホルン3、トロンボーン3、チューバ、コントラバス2（1プルト）、タムタム（大）
合唱
テノール、バリトン、バスが最大4声ずつに分かれる男声12部合唱で、人数は60名～120名。テノール、バリトン、バスから各2名ずつ、計6名のソリストを含む。

## 演奏時間
約35分。

## その他
- 黛が音楽を担当した市川崑監督の『炎上』（1958年大映、本作の作曲と同年）のオープニングに、第4楽章が引用されている。映画は三島由紀夫の小説『金閣寺』を原作としており、後年の黛のオペラ制作につながるきっかけとなっている。
- 黛が音楽を担当した西村昭五郎監督の『競輪上人行状記』（1963年日活）のエンディング、主演の小沢昭一が競輪場で説法をするシーンに、第6楽章の一心敬礼が効果的に使用されている。
- 後年に黛が作曲したオペラ『金閣寺』（1976年）の終盤の金閣寺焼き討ちの場面では、本作の第2楽章と同じ読経が引用される。オーケストラの部分は新たに作曲されている。
- 同じく黛が作曲したバレエ『ザ・カブキ』（1986年）に、本作が引用されている。主題は忠臣蔵であり、浪士が本懐を遂げ切腹する一連の場面には本作の第5楽章後半、第6楽章がそのまま使われ、幕を閉じる。初演時にはこれらの場面がなくて討ち入りからすぐに最後の切腹で終わっていたが、振付のモーリス・ベジャールの希望により追加された[4]。
- 同じ仏教の世界を扱った黛の兄弟作品として、以下のものがある。
  - 『曼荼羅交響曲』（1960年）オーケストラ作品
  - 『オリンピック・カンパノロジー』（1964年）テープ音楽

東京オリンピックの開会式で初演された。鐘の録音をもとに電子音楽スタジオでテープ編集した作品であり、黛が涅槃交響曲で試みた「カンパノロジー」のアイデアに基づく。
- 黛は女優の桂木洋子と1953年に結婚し、互いの実家から持ってきたピアノが2台あった。そのうちの使わなくなった1台を、当時まだ面識のなかった武満徹がピアノのある家を探しては弾かせてもらっているという噂を芥川也寸志から聞きつけ、武満に無償で貸し与えた。後日武満は黛を訪れて『2つのレント』の楽譜を見せたが、その時にピアノのお礼として仏教経典の掛け軸を持ってきた。その掛け軸に触発されて黛は仏教に興味を示し、『涅槃交響曲』の作曲に繋がった。[5]
- レコードで本作を聴いたジョン・ヒューストン監督の指名により、黛敏郎が映画『天地創造』の音楽に起用された[6][7]。